# Lanfranc (Schiff, 1907)
Die Lanfranc (II) war ein 1907 in Dienst gestelltes Passagierschiff der britischen Reederei Booth Line. Im Ersten Weltkrieg diente sie als Hospitalschiff, bis sie am 17. April 1917 im Ärmelkanal vom deutschen U-Boot UB 40 versenkt wurde.

## Das Schiff
Das 6287 Bruttoregistertonnen (BRT) große Dampfschiff Lanfranc wurde auf der Werft Caledon Shipbuilding and Engineering in Dundee (Schottland) gebaut und lief am 18. Oktober 1906 vom Stapel. Es wurde als Passagier- und Frachtschiff für die 1881 gegründete Booth Line (Booth Steamship Company) gebaut, die einen regelmäßigen Liniendienst von Liverpool über Lissabon nach Brasilien betrieb. Die Lanfranc hatte zwei Schwesterschiffe, die Antony (I) (1907, 6446 BRT) und die Hilary (II) (1908, 6329 BRT).
Das 127,6 Meter lange und 15,9  Meter breite Schiff wurde mit Dreifachexpansions-Dampfmaschinen angetrieben, die auf zwei Propeller wirkten und eine Geschwindigkeit von zwölf Knoten ermöglichten. Die Baukosten betrugen 122.000 Pfund Sterling (nach damaligem Geldwert). Am 18. Februar 1907 lief die Lanfranc zu ihrer Jungfernfahrt aus. Am 6. Oktober 1915 wurde das Schiff von der britischen Regierung als HMHS Lanfranc als Hospitalschiff mit Platz für 403 Personen bestimmt.
Am 17. April 1917 um 19.30 Uhr wurde die Lanfranc auf einer Fahrt nach Southampton 42 Seenmeilen nordöstlich von Le Havre vom deutschen U-Boot UB 40 (Kapitänleutnant Hans Howaldt) torpediert. Zu dem Zeitpunkt waren 387 Verwundete an Bord, darunter 167 deutsche Kriegsgefangene. Das Schiff sank auf der Position 50° 7′ N, 0° 7′ O. 22 britische Besatzungsmitglieder und 18 deutsche Patienten kamen bei dem Untergang ums Leben. Die britischen Zerstörer HMS Badger und HMS Jackal nahmen zusammen mit dem Royal-Navy-U-Boot-Jäger P47 und dem französischen Patrouillenschiff Roitelet an der Rettung der Schiffbrüchigen teil. Die Rettungsschiffe brachten die Überlebenden nach Portsmouth.
Am selben Tag wurde ebenfalls im Ärmelkanal ein weiteres Hospitalschiff, die ehemalige Kanalfähre Donegal (1904, 1885 BRT), von UC 21 versenkt, wobei 41 Menschen umkamen. Die Versenkung ohne Vorwarnung der beiden deutlich als Hospitalschiff gekennzeichneten Dampfer sorgte für einen großen Aufschrei in der alliierten Presse.